# Whitwell (Wight)
Whitwell – wieś w Anglii, na wyspie Wight. Leży 12 km na południe od miasta Newport i 129 km na południowy zachód od Londynu. W 2001 miejscowość liczyła 578 mieszkańców.